# 巴赫穆特市镇
巴赫穆特市级市镇（羅馬化：Bakhmutska miska hromada）是乌克兰顿涅茨克州巴赫穆特区的一个市镇，行政中心为巴赫穆特。在俄烏戰爭中被俄羅斯佔領。

## 居民点
该市镇包括19个居民点：一个城市、5个镇和13个村庄。
- 市：巴赫穆特
- 镇：紅霍拉、奧佩特內、赫羅莫韋、亞希德內
- 村：安德里伊夫卡、貝爾希夫卡、宰采韋、伊萬尼夫斯凱、克利希伊夫卡、米德納魯達、波克羅夫斯凱